# Skælskør
Skælskør es una localidad situada en el municipio de Slagelse, en la región de Selandia (Dinamarca), con una población en 2012 de unos 6536 habitantes.
Se encuentra ubicada al suroeste de la isla de Selandia, junto a la costa del Kattegat, mar Báltico.

## Lugareños ilustres
- Whigfield - cantante